# Bahyra
Bahyra – u Indian Apiaków, bóg który stworzył niebo i ziemię, a którego gniew przejawia się w burzy.